# Krásny Brod
Krásny Brod (russinisch Красный Брід/Krasnyj Brid; ungarisch Laborcrév – bis 1907 Krasznibród) ist eine Gemeinde im äußersten Osten der Slowakei, mit 442 Einwohnern (Stand 31. Dezember 2024) und gehört zum Okres Medzilaborce, einem Kreis des Prešovský kraj.

## Geographie

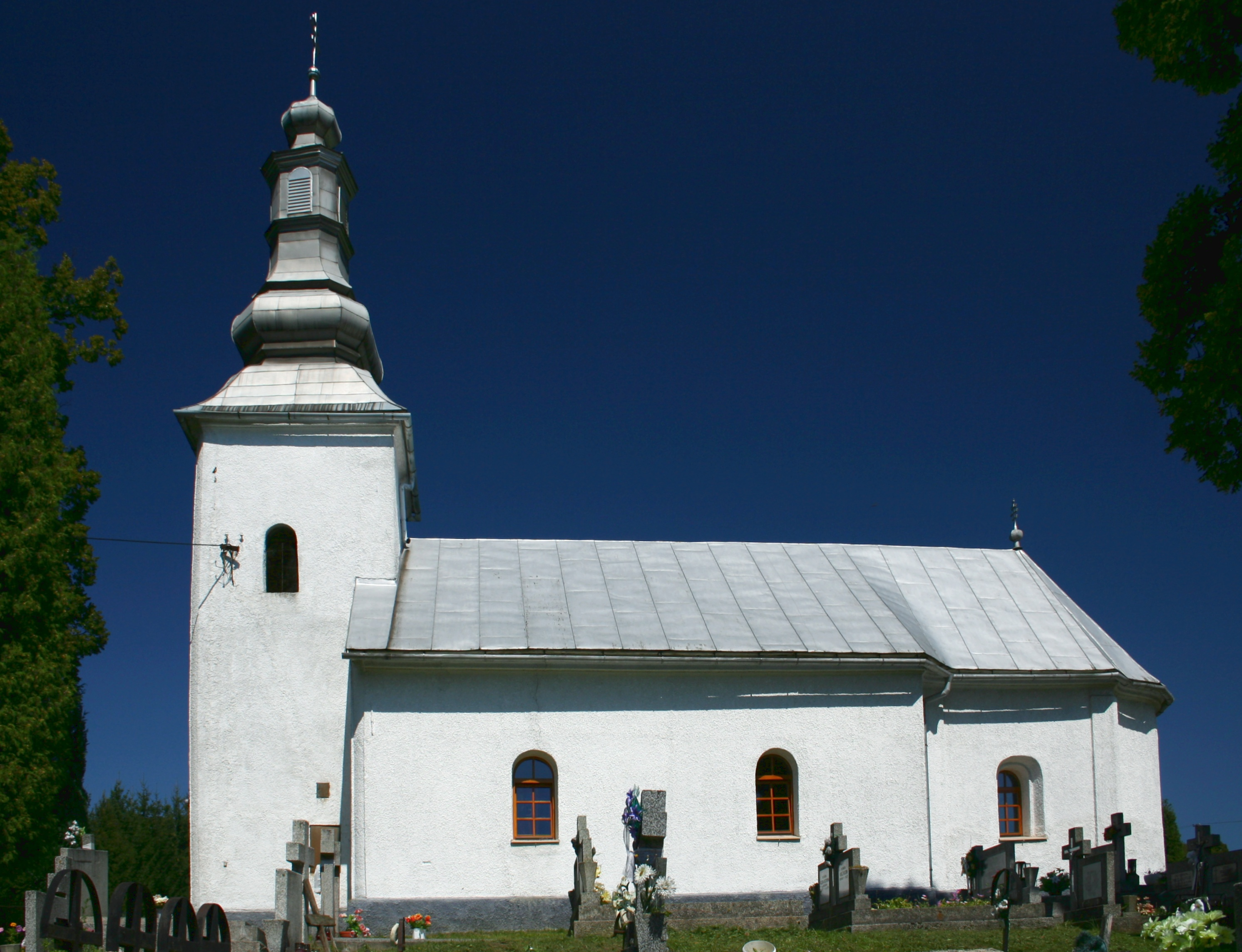
Kirche in Krásny Brod

Die Gemeinde liegt im oberen Tal des Laborec an dessen rechten Ufer im Bergland Laborecká vrchovina unweit der Grenze zu Polen. Das Ortszentrum liegt auf einer Höhe von 305 m n.m. und ist fünf Kilometer südlich von Medzilaborce sowie 40 Kilometer nördlich von Humenné gelegen.

## Geschichte

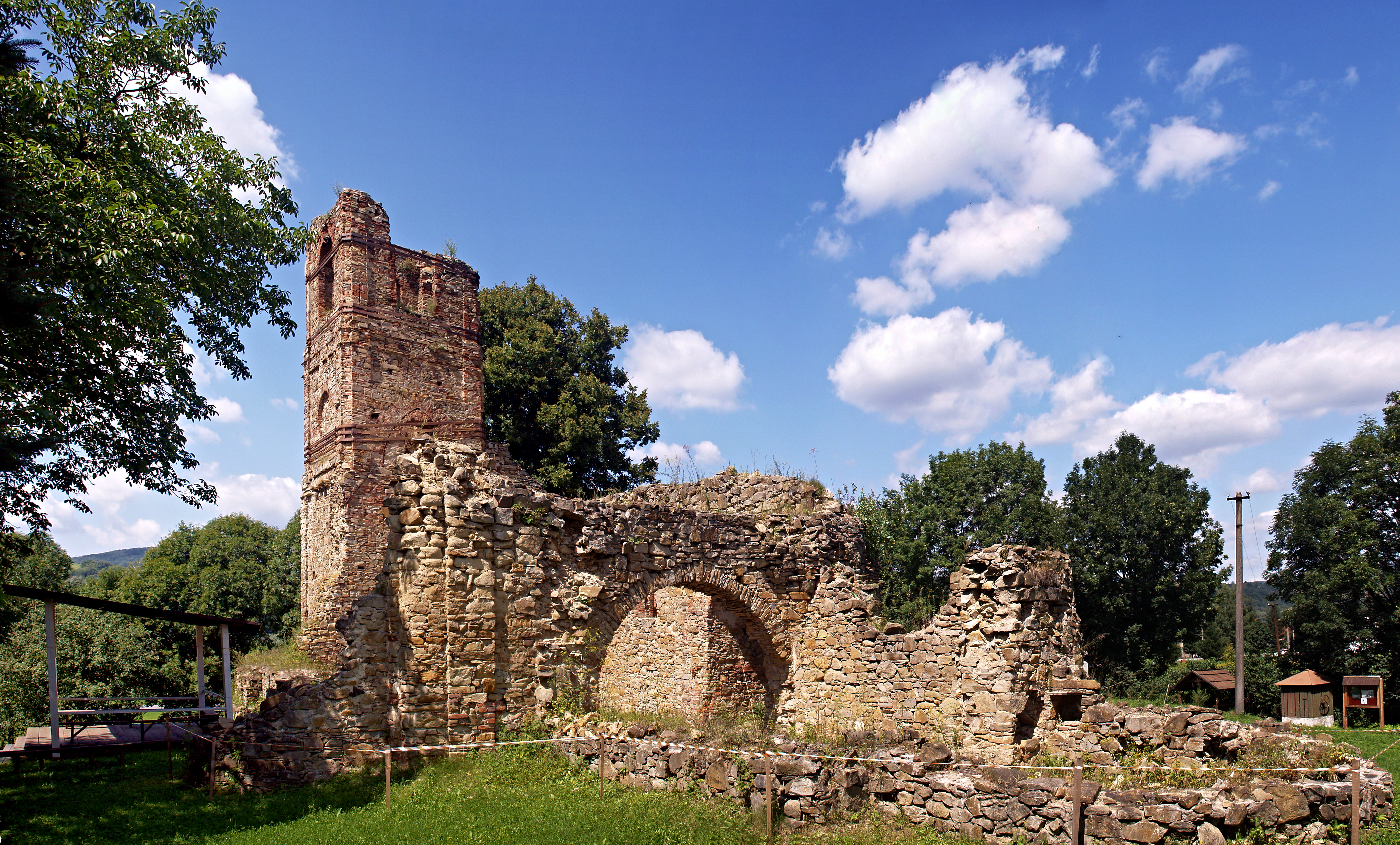
Ruinen des alten Klosters

Der Ort soll von einer Gruppe Wallachen mit ihrem Schultheiß im frühen 15. Jahrhundert gegründet worden sein. Aus dieser Zeit stammt wahrscheinlich auch das griechisch-katholische Kloster. 1478 wird der Ort zum ersten Mal erwähnt; er gehörte zum Herrschaftsgut von Humenné, das im Besitz des Geschlechtes Drugeth war. 1828 sind 62 Häuser und 476 Einwohner verzeichnet.
Der Name bedeutet wörtlich „schöne Furt“.

## Bevölkerung
| Jahr                | 1994 | 2004    | 2014     | 2024    |
| ------------------- | ---- | ------- | -------- | ------- |
| Anzahl der Personen | 414  | 416     | 466      | 442     |
| Unterschied         |      | +0,48 % | +12,01 % | −5,15 % |

| Jahr                | 2023 | 2024    |
| ------------------- | ---- | ------- |
| Anzahl der Personen | 446  | 442     |
| Unterschied         |      | −0,89 % |

Ergebnisse nach der Volkszählung 2001 (405 Einwohner):
| Nach Ethnie: - 57,78 % Russinen - 32,59 % Slowaken - 9,14 % Ukrainer | Nach Religion: - 62,72 % griechisch-katholisch - 28,64 % orthodox - 4,69 % römisch-katholisch |

## Bauwerke

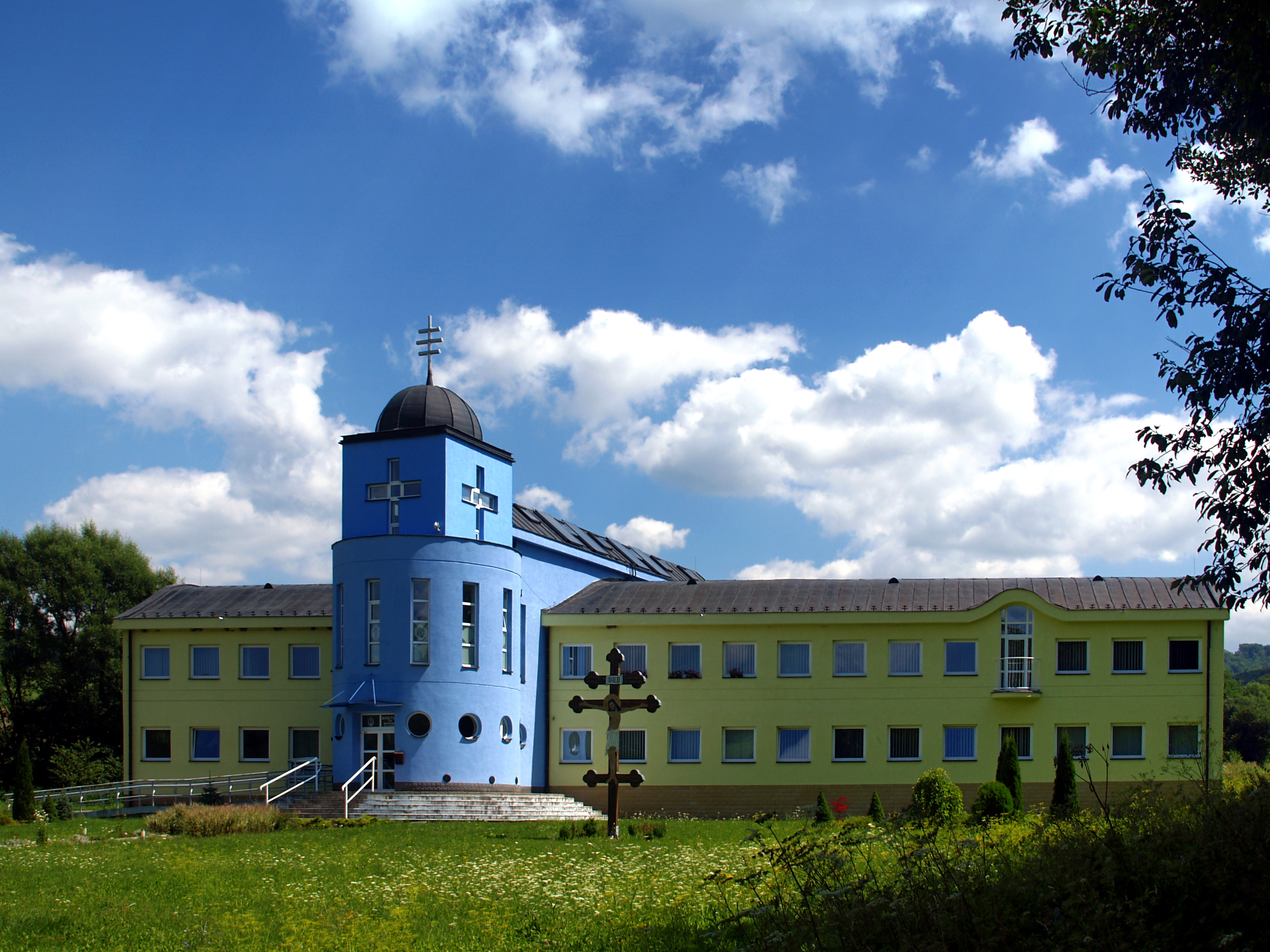
Das neue Kloster

- Ruinen des griechisch-katholischen Klosters des Kommens des Heiligen Geistes (slowakisch Monastier Zoslania Svätého Ducha), wahrscheinlich im 14. oder 15. Jahrhundert erbaut und 1603, 1703–11 sowie 1915 zerstört. 2002 wurde der Neubau des Klosters fertiggestellt und 2008 kam auch eine neue Kirche dazu. Beide Anlagen werden von den Basilianern betreut.
- griechisch-katholische Kapelle von 1761.
- griechisch-katholische Kirche von 1809.
- Landschloss von 1896.
- Holzkirche aus dem Ende des 19. Jahrhunderts